# MEN'S CLUB
『MEN'S CLUB』（メンズクラブ）は、ハースト婦人画報社が発行し、講談社が発売（2015年4月以降）している男性向けファッション雑誌である。対象は30代～40代の男性。略称は「メンクラ」。

## 概要
前身の婦人画報社から1954年に『婦人画報増刊 男の服飾』として創刊され、1963年に『メンズクラブ』と改称された（但し当初から表紙には『男の服飾 MEN'S CLUB』と記載されていた）。
正式なタイトルが現在のものとなったあとも、別冊版として『男の服飾事典』『男の定番事典（服飾品）』などが発行されている。
創刊当時から「アイビールック」について大きく取り上げ、一貫しトラディッショナルなスタイルを掲載し続けてきた。2000年代においても、スーツスタイルを中心としたトラディショナルスタイルのコーディネートを中心に取り扱っている。
長らく月刊誌であったが、2023年より発行回数を年10回から年4回に変更することとなった。
2024年10月より定期刊行が終了し、不定期刊行になった。

### ライバル誌
1980年代までのライバル誌として、1950年創刊の『男子専科』が存在した。とはいえ、あくまでもテーラーで誂える事を前提とした豪華な内容で、ファッションの域に留まらずカルチャーまでをも紹介していた『メンズクラブ』とは大分異なる内容であった。1974年には『チェックメイト』（講談社）が創刊し、若者の二大ファッション誌と呼ばれた。2000年以降では、対象年齢層を同じくするものとして『UOMO』（集英社）、『LEON』（主婦と生活社）、『Safari』（日之出出版）、『OCEANS』（インターナショナル・ラグジュアリー・メディア）などがある。

## 歴史
- 1955年 - 婦人画報社より『男の服飾』創刊
- 1956年 - 『男の服飾』第6号で「アイビー・ルック」の特集を組む。これにより「アイビー」が流行語となる。
- 1963年 - 1963年12月号 (No. 34) より誌名を『MEN'S CLUB』と改称し「新創刊」。
- 1999年 - 婦人画報社がアシェット・フィリパッキ・メディアと合併。出版元がアシェット婦人画報社となる。
- 2011年 - 1月より発売日が毎月24日となる。また、7月より出版社の社名がハースト婦人画報社と変更される。
- 2023年 - 紙雑誌媒体での発行を3月・4月・9月・10月の年4回発行になり（発売日も10日に変更）、電子書籍（デジタル版）のみの発行を5月・11月の年2回に変更される。[4]
- 2024年 - 不定期刊行化[1]。

## 関連人物
- 沢村一樹
- 石津謙介
- 小林泰彦
- 穂積和夫
- 加藤和彦
- 谷原章介
- 櫻井貴史
- 斎藤工
- 伊勢谷友介

## 関連文献
- デーヴィッド・マークス『AMETORA(アメトラ) 日本がアメリカンスタイルを救った物語 日本人はどのようにメンズファッション文化を創造したのか?』DU BOOKS　ISBN 9784866470054